# Choriaster
Choriaster is een geslacht van zeesterren uit de familie Oreasteridae. De wetenschappelijke naam van het geslacht werd in 1869 voorgesteld door Christian Frederik Lütken. Bij de publicatie van de geslachtsnaam plaatste Lütken één soort in het geslacht, Choriaster granulatus, die daarmee automatisch de typesoort werd. In 1921 werd ook Culcita niassensis Sluiter, 1895 in het geslacht geplaatst, met de opmerking dat het vermoedelijk dezelfde soort was als de typesoort.

## Soort
- Choriaster granulatus Lütken, 1869